# Hotel House
L'Hotel House è un edificio residenziale situato a Porto Recanati, in provincia di Macerata e distante circa 25 km dal capoluogo regionale Ancona. Strutturato in 17 piani e 480 appartamenti, con una pianta a croce, al suo interno vive circa un quinto della popolazione del comune.
Il palazzo ospita circa 2.000 persone che raddoppiano nel periodo estivo, e ha una popolazione eterogenea: il 90% degli abitanti è infatti di origine straniera, con 40 nazionalità diverse. Anche in ragione di questa composizione, il 21,9% della popolazione complessiva del comune di Porto Recanati risulta essere straniera, percentuale massima nelle Marche e tra le maggiori in Italia.
Oggigiorno è opinione diffusa presso la popolazione locale che l'edificio sia un luogo decadente, dove presunte attività illecite costituirebbero una fonte di sostentamento per molti. Un quartiere simile è Lido Tre Archi, situato in Provincia di Fermo.
Ad aprile 2018 l'Hotel House è stato al centro di indagini da parte delle autorità, in seguito al ritrovamento di ossa umane in un pozzo sito nell'area circostante.

## Storia
La costruzione ebbe inizio alla fine degli anni sessanta, in pieno boom economico, in una zona leggermente periferica. Nella regione Marche, il potenziamento delle infrastrutture (il raddoppio della ferrovia Adriatica e la costruzione dell'A14) e lo sviluppo delle industrie aveva dato impulso alle strutture turistiche. Le cittadine rivierasche reagirono aumentando le cubature edilizie. A Porto Recanati nacque l'Hotel House, con scopi turistici e residenziali. Il progetto, a firma di Ruggero Foschini, fu realizzato con la collaborazione di S. Cutulo e L. Giammarchi, dall'impresa Antonio Sperimenti. La solenne inaugurazione dei lavori avvenne il 22 luglio 1967, alla presenza del ministro della marina mercantile Lorenzo Natali, dei parlamentari Umberto Delle Fave, Arnaldo Forlani, Fernando Tambroni, Albertino Castellucci, Nicola Rinaldi, del presidente dell'Istituto di studi per lo sviluppo economico delle Marche (ISSEM) Giualliero Nepi, del sindaco Pasquale Moroni e dell'arcivescovo di Ancona-Numana Felicissimo Tinivella. Il progetto prevedeva 150mila m³ di costruzione, 30mila m³ di calcestruzzo, 12mila q di ferro e 40mila m² di solai, con un totale stimato di 500mila ore di lavoro.
     1 - ingresso
     2 - soggiorno
     3 - cucina
     4 - bagno
     5 - camera da letto
     6 - camera da letto
     7 - terrazza

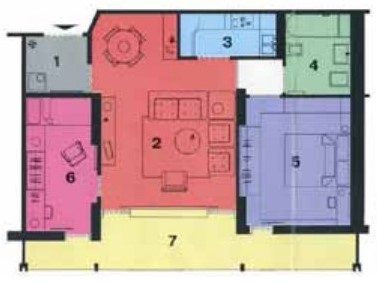
Pianta dell'interno di uno degli appartamenti
1 - ingresso
2 - soggiorno
3 - cucina
4 - bagno
5 - camera da letto
6 - camera da letto
7 - terrazza

Il luogo, studiato originariamente come "premessa di maggiore benessere per l'intera popolazione della vallata del Potenza, per la clientela stabile che il complesso residenziale richiama, per la creazione di nuovi posti di lavoro, per l'impulso economico che 450 famiglie in più ogni estate daranno alla zona, per il lancio pubblicitario che è stato fatto dell'opera anche in campo internazionale", si è rivelato in realtà fallimentare, con pochi turisti in estate e con solo 60-70 appartamenti occupati durante l'inverno, fino a quando nel 1973, dopo il suicidio del costruttore Antonio Sperimenti a causa del fallimento della sua ditta, la struttura iniziò il suo degrado: il parcheggio venne ceduto e acquisito dai condomini per diritto di prelazione e i servizi esterni previsti originariamente da progetto (negozi, attività di ristorazione e di servizi al cittadino) non furono realizzati o furono chiusi.
Superata l'originaria vocazione turistica, ha gradualmente perso valore immobiliare. All'inizio gli appartamenti disponibili vennero utilizzati per ospitare gli sfollati del terremoto di Ancona del 1972, ufficiali dell'aeronautica militare in servizio al centro radar di Potenza Picena, collaboratori di giustizia, membri delle Brigate Rosse, ballerine di night ed alcuni sono stati acquistati da famiglie e lavoratori a basso reddito, in prevalenza di origine straniera (dagli anni novanta). L'assessore allo sport, Andrea Bovari, in un'intervista nel 2013 dichiara:
Il graduale degrado dell'area è degenerato con il mancato pagamento dei servizi idrici e dell'energia elettrica, generando difficoltà sociali, razionamento dell'acqua potabile, problemi di igiene e una successiva interrogazione al Parlamento europeo. L'Hotel House e le aree limitrofe sono stati teatro di episodi di cronaca nera, in relazione soprattutto allo spaccio di droga nelle ore notturne, riconducibile ad organizzazioni criminali prima camorristiche, poi di affiliazione estera.
L'edificio-quartiere, per la sua condizione di agglomerato di una popolazione composita in uno spazio contenuto, è stato oggetto di studi e pubblicazioni di carattere sociologico ed antropologico e anche di film documentari e progetti cinematografici di antropologia visuale. Per le sue dimensioni e per l'impatto visivo sul paesaggio rivierasco, l'edificio è stato anche definito ecomostro.
Nell'aprile 2014 il sindaco uscente di Porto Recanati, Rosalba Ubaldi, ha proposto la demolizione della struttura e la costruzione, al suo posto, di un grande complesso abitativo. A fine 2017, la regione Marche ha approvato la delibera per chiedere di inserire nel bilancio statale i fondi per la riqualificazione dell'area.
Nonostante le numerose operazioni da parte delle forze dell'ordine, l'Hotel House è luogo di abusivismo, contraffazione, traffico di armi, spaccio di droghe, come cocaina, eroina e hashish, prostituzione, e violenze.

### Caso Mossamet
Il caso Mossamet fu un caso di cronaca nera del 28 marzo 2018 che riportò, con il ritrovamento di varie ossa umane e resti di vestiti, la struttura al centro dell'attenzione mediatica. Il 29 maggio 2010 Cameyi Mossamet, una ragazza di 15 anni, uscì dalla sua casa ad Ancona per recarsi a scuola, luogo che non raggiunse mai. Con la denuncia di scomparsa, si seppe che la ragazza raggiunse l'appartamento del fidanzato bengalese Monir Kazi, dove furono ritrovati degli indumenti e del sangue appartenente alla ragazza. Con il ritrovamento del 2018 di alcune ossa umane, nonostante una precedente inchiesta mai conclusa, Monir Kazi venne indagato.

### La struttura nella politica
La struttura è stata al centro di varie visite da parte di Matteo Salvini. In vari sopralluoghi ha affermato che la struttura, in condizioni fatiscenti e in netto contrasto con l'ambiente naturale, dovesse essere sistemata o abbattuta. Secondo Alessandra Mussolini, in una sua visita alla struttura il 26 settembre 2018,  la soluzione sarebbe quella di parlare con gli abitanti e riqualificare l'area.

## Nella cultura di massa
- Nel 2016 la situazione dell'Hotel House è stata evidenziata nel film Homeward Bound - Sulla strada di casa, di Giorgio Cingolani e Claudio Gaetani.[33]